# Ristilampi (sjö i Kuusamo, Norra Österbotten)
Ristilampi är en sjö i kommunen Kuusamo i landskapet Norra Österbotten i Finland. Sjön ligger 259 meter över havet. Arean är 59 hektar och strandlinjen är 6,47 kilometer lång. Sjön  ingår i Ijo älvs huvudavrinningsområde.   Den ligger omkring 210 kilometer öster om Uleåborg och omkring 670 kilometer norr om Helsingfors. 